# Space Oddity (sång)
Space Oddity är en låt av David Bowie utgiven som singel den 11 juli 1969 och på albumet Space Oddity som släpptes den 4 november 1969. 
Den gavs också ut som singel 1975 med Velvet Goldmine som B-sida, och den 20 juli 2009 gavs den ut som EP med fyra olika versioner av låten, samt alla spår för 8-track mastern (åtta spår), för att fira 40-årsdagen sedan singeln kom ut.[källa behövs] Sången blev Bowies första hit och nådde plats nummer 5 på brittiska listan och plats nummer 124 i USA.[källa behövs]